# Ngải (họ)
Ngải hay Nghệ (chữ Hán: 艾) là một họ tại Trung Quốc. Trong Bách gia tính, họ Ngải nằm ở vị trí thứ 334. Năm 2008, họ này là một trong 215 họ phổ biến nhất ở Trung Quốc, với số lượng khoảng 400.000 người.

## Người nổi tiếng mang họ Ngải
- Ngải Nam Anh (艾南英; 1583-1646), người triều Minh
- Ngải Năng Kỳ (艾能奇; chết 1647), con trai nuôi của Trương Hiến Trung
- Ngải Nguyên Chinh (艾元征; 1624-1676, người thời nhà Thanh
- Ngải Ái (艾靉; 1906-1982), trung tướng, phó Bộ trưởng Bộ quốc phòng Đài Loan
- Ngải Hà (艾霞; 1912-1934), diễn viên phim câm
- Ngải Tri Sinh (艾知生; 1928-1997), Bộ trưởng Bộ Phát sóng, Điện ảnh và Truyền hình
- Ngải Hiên (艾軒; sinh 1947), nghệ sĩ, con trai Ngải Thanh
- Ngải Hổ Sinh (艾虎生; sinh 1951), PLA lieutenant general
- Ngải Hiểu Minh (艾晓明; sinh 1953), nhà văn và giám đốc
- Ngải Vĩ (艾伟; sinh 1955), diễn viên Đài Loan
- Ngải Vị Vị (艾未未; sinh 1957), nghệ sĩ, con trai của Ai Qing
- Ngải Bảo Tuấn (艾宝俊; sinh 1960), cựu phó thị trưởng của Thượng Hải
- Ngải Lôi Địch (艾雷迪; 1969-2013), họa sĩ biếm người Đài Loan
- Ngải Kính (艾敬; sinh 1969), ca sĩ và họa sĩ
- Ngải Tinh Tinh (艾晶晶; sinh 1978), nhà văn
- Ngải Sĩ Ba (艾志波; sinh 1982), cầu thủ bóng đá
- Ngải Phỉ (艾菲; sinh 1987), ca sĩ
- Ngải Mộng Manh (艾梦萌; sinh 1983), ca sĩ